# Время в Брунее
В Брунее используется Бруней - Даруссаламское время (BNT), которое соответствует часовому поясу UTC+8.

## История
Там всегда был часовой пояс UTC+8.

## Разница во времени с соседними странами
| Страна   | Разница во времени             |
| -------- | ------------------------------ |
| Малайзия | Одинаковое время круглогодично |